# Ágide Eduardo Meneguette
Ágide Eduardo Perin Meneguette (Maringá, 13 de novembro de 1981), mais conhecido como Ágide Eduardo Meneguette, é um administrador brasileiro com atuação destacada no agronegócio e no setor institucional rural. Desde julho de 2024, exerce a presidência interina do Sistema FAEP, entidade de representação da agricultura e pecuária no estado do Paraná. Também preside o Conselho Deliberativo do Fundepec-PR e integra os conselhos executivos do Sebrae-PR e do Instituto Pensar Agropecuária (IPA).

## Formação acadêmica
Meneguette é graduado em Administração pela Pontifícia Universidade Católica do Paraná (PUCPR), com pós-graduação em Comércio Exterior e Negócios Internacionais pela mesma instituição. Possui especialização em gerenciamento de projetos e finanças pela Universidade da Califórnia, Berkeley, nos Estados Unidos, e certificação de Chief Operating Officer (COO) pela FGV.

## Carreira
Antes de sua atuação no Sistema FAEP, Meneguette foi gestor administrativo e operacional do Grupo Santa Terezinha, presente em 12 municípios do Paraná e do Mato Grosso do Sul. Entre 2021 e 2023, atuou como superintendente geral de parcerias no Governo do Estado do Paraná, vinculado à Secretaria de Desenvolvimento Sustentável.

## Atuação no Sistema FAEP
- Em julho de 2024, Meneguette assumiu interinamente a presidência do Sistema FAEP.[1]

- Implantou o projeto do Centro de Excelência em Leite em Castro (Campos Gerais), com pedra fundamental prevista para agosto de 2025. O investimento total será de R$ 32 milhões, com início das operações programado para 2027 e oferta de cursos técnicos e especializações gratuitas reconhecidos pelo MEC.[2][3]

- Ampliou a Assistência Técnica e Gerencial (ATeG) em 2025, com abertura de 150 novas turmas, atendimento a 4.500 propriedades rurais em nove cadeias produtivas e atuação de 11 ADRs; o sistema passou a ser o mais rápido do Brasil em aprovações de cursos.[4]

- Inaugurou, em dezembro de 2024, uma usina solar com 220 painéis no CTA de Ibiporã, com produção de 181.800 kWh/ano, economia de R$ 103 000 e redução de 18,2 t de CO₂.[5]

- Reativou, em dezembro de 2024, o escritório regional de Santo Antônio da Platina, ampliando o atendimento para 37 municípios no Norte Pioneiro.[6]

- Conduziu, em novembro de 2024, a cerimônia de premiação do Agrinho, com cerca de 2.600 estudantes; lançou a edição 2025, celebrando 30 anos do programa com o tema “Festejando a conexão campo-cidade”.[7]

- Apresentou o Programa Agropecuária 2030, em 2024–2025, alcançando 7.400 alunos em 26 colégios agrícolas do Paraná.[8]

- Lançou, em 9 de junho de 2025, a campanha “Movido pelo Agro” para incentivar o uso do etanol: a frota da FAEP passou a usar etanol em todos os seus 52 veículos, evitando 263,8 toneladas de CO₂ por ano.[9][10]

- Organizou a 2ª edição do Prêmio Queijos do Paraná (maio/2025), com 477 produtos inscritos, vindos de 108 produtores de 76 municípios; 75 queijos foram premiados (10 super ouro, 15 ouro, 20 prata e 30 bronze).[11][12]

- Realizou a 5ª edição dos Encontros Regionais de Líderes Rurais, com visita a 11 cidades e mais de 2.500 participantes.[13]

- Em sua gestão, o sistema político conquistou resultados relevantes, entre eles:  
  - – Bloqueio das alterações no ITCMD (PL 730/2024);[14]
  - – Regularização do trânsito de máquinas agrícolas em rodovias;[15]
  - – Ação contra conflitos fundiários com mobilização judicial;[16]
  - – Suspensão da instalação de 64 galinheiros domésticos (risco sanitário);[17]
  - – Aprovação do Decreto Estadual 9.817, isentando ICMS em energia renovável no meio rural;[18]
  - – Mobilização que resultou no decreto de emergência hídrica estadual e emissão de nota técnica para prorrogação de créditos rurais com base na Resolução CMN 5.220/2025;
  - – Acompanhamento e articulação do PL 4497/2024 (prorrogação da regularização fundiária até 2030 na faixa de fronteira);
  - – Atuação no STF contra acordo da Itaipu sobre aquisição de terras;[19]
  - – Participação ativa no Plano Safra, Seguro Rural, apoio à Lei dos Bioinsumos, e medidas de controle à gripe aviária e greening da laranja.[20]

## Citação
A assistência técnica é fundamental para que o produtor rural possa ter acesso a novas tecnologias e práticas de gestão, aumentando sua produtividade e sustentabilidade no campo.— Ágide Eduardo Meneguette, em entrevista ao RIC Rural Podcast, 2025.

## Reconhecimento
Em janeiro de 2025, Meneguette foi eleito Personalidade do Ano pelo Prêmio Working de Jornalismo (PwJ), promovido pela revista Conexão Paraná.